# 肖恩·B·卡罗尔
肖恩·B·卡罗尔（英語：Sean B. Carroll，1960年9月17日—）是一位美国演化發育生物學家威斯康星大学麦迪逊分校分子生物学教授，主要方向是以果蝇为模式生物研究发育过程中，顺式作用元件在基因表达调控中的作用，2017年当选美国国家科学院院士。

## 代表作
- 《造就适者——DNA和进化的有力证据》（The Making of the Fittest: DNA and the Ultimate Forensic Record of Evolution）
- 《生命的法则——在塞伦盖蒂草原，看见万物兴衰的奥秘》（The Serengeti Rules: The Quest to Discover How Life Works and Why It Matters）
- 《无尽之形最美——动物建造和演化的奥秘（英语：Endless Forms Most Beautiful (book)）》（Endless Forms Most Beautiful: The New Science of Evo Devo and the Making of the Animal Kingdom）